# Colombier-Saugnieu
Colombier-Saugnieu este o comună în departamentul Rhône din sud-estul Franței. În 2009 avea o populație de 2.391 de locuitori.

## Evoluția populației
| An        | 1975 | 1982  | 1990  | 1999  | 2006  | 2009  |
| --------- | ---- | ----- | ----- | ----- | ----- | ----- |
| Populație | 942  | 1.127 | 1.833 | 2.083 | 2.252 | 2.391 |